# Haania philippina
Haania philippina es una especie de mantis de la familia Thespidae.

## Distribución geográfica
Se encuentra en las islas Filipinas.